# Latouchia typica
Espèce
Synonymes
- Kishinouyeus typicus Kishida, 1913

Latouchia typica est une espèce d'araignées mygalomorphes de la famille des Halonoproctidae.

## Distribution
Cette espèce se rencontre au Japon et en Chine au Henan ,.

## Publication originale
- Kishida, 1913 : Japanese spiders (1). Kagaku-sekai vol. 7, p. 19-22.